# IMatch
 (septembre 2012).
IMatch (Match Image Management) est un logiciel destiné à l'organisation d'une collection d'images sur un ordinateur tournant sous Windows. Avec cet outil, les images peuvent être organisées en catégories et triées, visualisées, recherchées... Le logiciel gère la plupart des formats RAW, lit les informations EXIF et peut éditer les métadonnées IPTC. Il gère également les métadonnées au format XMP (Extensible Metadata Platform).